# البحيرات (ولاية)

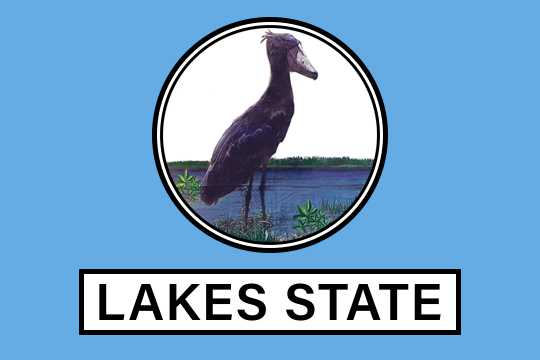
علم الولاية

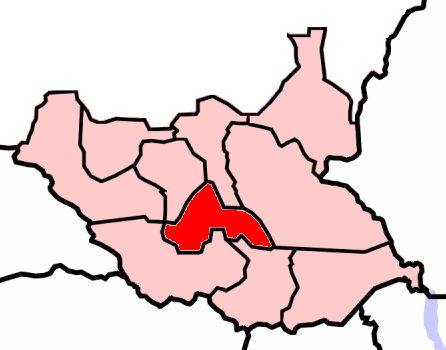
ولاية البحيرات

ولاية البحيرات هي إحدى ولايات جنوب السودان وعاصمتها مدينة رمبيك
1. ↑  GeoNames (بالإنجليزية), 2005, QID:Q830106